# 秋山徹郎
秋山 徹郎（あきやま てつお、1963年 - ）は、オタク文化において重要な位置を占める美少女フィギュアの実質的な創始者。

## 経歴
- 1980年あたりからアニメや漫画のキャラクターフィギュアを精力的に作り続け、ファンロード、コミックボンボン、バンダイ模型情報、ホビージャパン等の雑誌で発表。とりわけバンダイ模型情報で発表したミンキーモモ[2]が大反響を呼び、これを参考に同社製プラモデルが発売[3]された。その後発売された同社1/24ダンバイン付属のチャム・ファウのフィギュアは秋山本人による原型[4]。
- 1983年にフィギュアサークルOFF（Original Figure Factory：参加メンバー、伊藤宏之、あさのまさひこ、千草巽、イワサ博士、越智信善）を結成[5]。
- 1984年に初期フィギュアモデラーのバイブルとなる同人誌OFFワークブックを発行。
- コミックマーケット、SF大会、ワンダーフェスティバルに参加し、フィギュアガレージキットやOFFワークブック等を展示販売。
- 1990年代に入るとフィギュア業界から離れ、ボードゲームやコンシューマーゲーム等を開発。
- 1996年にバンダイから発売された携帯育成ゲームの元祖「たまごっち」を㈱ウィズと共同開発[6]。横井昭裕が企画・基本コンセプト、秋山はプランナーとして、キャラクターコンセプト＆デザインは：渡辺けんじ、ソフトウェア開発・隠岐孝浩のコアメンバーによって開発が進められ、世界的なヒット作となる。
- 2018年から株式会社エムアイシーにてプリプラ（フルカラー印刷した手のひらサイズのプラキット）を開発[7][8][9]。